# 웨인 에어
웨인 도널드 에어 장군, CMM , MSC , CD (1966/1967년생)는 캐나다군 장교로 국방참모총장 (CDS)을 맡고 있다. Eyre는 2021년 2월 24일에 CDS 대행으로 지명되었고 2021년 11월 25일에 정식 직위에 임명되었다. 그는 또한 캐나다 육군의 사령관이자 육군 참모총장이었다.

## 어린 시절
웨인 에어는 서스캐처원 주 와데나 근처 농장에서 태어나 13세에 육군 생도에 입대했다. 그는 알베르타의 Medicine Hat 에서 고등학생 시절을 보냈다.  또한 에어는 Royal Roads Military College 와 Royal Military College 에 다녔다.

## 군 경력
에어는 1988년 패트리샤 공주의 캐나다 경보병인 제2대대에 입대했다 그는 2004년에 패트리샤 공주의 캐나다 경보병인 제3대대의 지휘관이 되었다 그는 계속해서 2009년에 2 캐나다 기계화 여단 의 사령관이 되었고, 그 후 2012년에는 미 육군 제18공수군단의 부사령관이 되어 아프가니스탄에 배치되었다. 그는 2014년에 캐나다 제3사단 과 합동 태스크포스 웨스트를 지휘하는 장군으로 임명되었다.
2018년 5월, 에어는 비 미국인 최초로 주한 유엔사령부 부사령관으로 복무했다. 호주 왕립 해군의 스튜어트 메이어 (Stuart Mayer) 중장의 뒤를 이어 그는 2019년 6월까지 근무하였으며,  군 인사 사령부 사령관으로 캐나다로 복직하게 되었다.
2019년 7월 12일, 에어가 8월 20일부터 캐나다 육군의 사령관으로 임명될 것이라고 현지 언론이 발표하였다.
에어는 국방참모총장으로 2021년 2월 24일에 임명이 제청되었는데, 이는 아트 맥도날드 제독이 성추행으로 공개수사를 받게 되면서 자리에 물러나게 되면서다. 중장이였던 에어는 2021년 8월 13일 대장으로 진급하였으며 2021년 11월 25일 국방참모총장으로 정식 임명되었다.
에어는 2021년 4월 24일에 사령관 등급 리전 오브 메리트를 받았다. 그는 이전에 2015년 준장 시절 한 등급 아래인 장교 등급 미 공로훈장을 수상하였던 적이 있으며 2020년에는 사령관 등급 공로훈장을 한번 더 수상했다.
2022년 3월 15일, 에어는 313명의 다른 캐나다인과 함께 러시아의 우크라이나 침공에 대한 캐나다 정부의 반대에 항의하여 러시아 입국이 금지되었다.

## 참조
1. ↑  “Audio: Col. Wayne Eyre talks to Graham Thomson”. Edmonton Journal. 2012년 2월 26일. 2022년 5월 12일에 확인함.
2. ↑  General, Office of the Secretary to the Governor. “Colonel Wayne Donald Eyre”. The Governor General of Canada. 2021년 2월 25일에 확인함.
3. ↑  Lawrence, Richard (2019년 8월 21일). “Canadian Army Change of Command Parade”. 2021년 2월 25일에 확인함.
4. 1 2 3  “Deputy Commander UNC”. United States Forces Korea. 2019년 3월 27일에 원본 문서에서 보존된 문서. 2019년 7월 18일에 확인함.
5. 1 2 3  Dykstra, Matt (2014년 7월 18일). “Command of the 3rd Canadian Division changes hands at Edmonton Garrison”. 《Edmonton Sun》. 2019년 7월 18일에 확인함.
6. 1 2  Chase, Steven (2018년 5월 13일). “UN Command names Canadian to key post in South Korea for the first time”. 《The Globe and Mail》. 2019년 7월 18일에 확인함.
7. ↑  Pinkerton, Charlie (2018년 11월 5일). “Canadians at centre of 'potentially historic turning point' in Korea”. 《Ipolitics.ca》. 2019년 7월 18일에 확인함.
8. ↑  Shorrock, Tim. “Can United Nations Command become catalyst for change in the Korean peninsula?”. 《The National Interest》. 2019년 7월 18일에 확인함.
9. 1 2  “Lieutenant-General Jean-Marc Lanthier to become Vice Chief of the Defence Staff amid other senior staff changes”. Canadian Army. 2019년 7월 12일. 2021년 10월 24일에 원본 문서에서 보존된 문서. 2019년 7월 21일에 확인함.
10. ↑  Pugliese, David (2019년 7월 12일). “Lt.-Gen. Lanthier named as new vice chief, more generals promoted”. 《Ottawa Citizen》. 2019년 7월 18일에 확인함.
11. ↑  “National Chief of Defence Staff steps aside amid investigation”. 《CityNews》. 2021년 2월 24일. 2021년 2월 25일에 확인함.
12. ↑  Jackson, Hannah (2021년 2월 24일). “Canada's chief of defence staff to step aside amid CFNIS investigation: defence minister”. 《Global News》. 2021년 2월 25일에 확인함.
13. ↑  Pugliese, David (2021년 2월 24일). “Admiral Art McDonald steps aside as Defence Chief as military police launch investigation”. 《Ottawa Citizen》. 2021년 2월 25일에 확인함.
14. ↑  “Liberals promote Eyre to general, signalling plan to keep him as defence chief”. 《Globe and Mail》. 2021년 8월 13일. 2021년 8월 13일에 확인함.
15. ↑  “Prime Minister announces the appointment of the Chief of the Defence Staff”. Prime Minister of Canada. 2021년 11월 25일. 2021년 11월 25일에 확인함.
16. ↑  Government of Canada, Public Works and Government Services Canada (2015년 4월 4일). “Canada Gazette – GOVERNMENT HOUSE”. 《canadagazette.gc.ca》.
17. ↑  Government of Canada, Public Works and Government Services Canada (2020년 2월 29일). “Canada Gazette, Part 1, Volume 154, Number 9: GOVERNMENT HOUSE”. 《canadagazette.gc.ca》.
18. ↑  “Justin Trudeau among 313 Canadians banned from Russia - National | Globalnews.ca”. 《Global News》 (미국 영어). 2022년 3월 15일에 확인함.